# クエルボ・イ・ソブリノス
クエルボ・イ・ソブリノス（ CUERVO Y SOBRINOS）は、アメリカ最古の時計ブランド。1882年創業、キューバ発祥のスイス時計ブランドで 「スイスのハートにキューバのスピリット」と表現されるブランドで、1882年にハバナで設立され、50年代の終わりまで活躍するキューバの 時計メーカーであった。40年以上後、このブランドは時計の生産を再開したイタリアの企業が買収  。 
現在のクエルボ・イ・ソブリノスはただのレプリカではなく、新時代のウォッチとして新たに生まれ変わった。その一方でかつてのブランドのエッセンス「ゆっくりと流れる時が豊かで穏やかなライフスタイルを生み出す」というカリビアンカルチャーはしっかりと取り入れられている。 
19世紀末、カリブ海の真珠とも謳われたハバナは冒険家や船員はいうまでもなく、知識人、ビジネスマン、世界の名士が集う場だった。文学、科学、映画、政治といった舞台で活躍する国際的な大物たちはハバナを訪れる際にはかならずLa Casaに集まるのが常であった。旧店舗の地下室で見つかり明らかになった顧客名簿や写真でも明らかなように、ヘミングウェイ、カールソー、ゲーブル、チャーチル、アインシュタインまでもがクエルボ・イ・ソブリノスの熱心な顧客としてその名を連ねていた。
ブランドの歴史を記した顧客名簿に著名人たちの名が多いことからも個性溢れるテイストと粋を楽しむ喜びを提供できるウォッチであることがうかがえる。

## 歴史
会社は、ハモンバ中心部に宝石店を開いたラモン・クエルボによって1864年に設立された店から始まる。 1882年 、ラモンのソブリノス（「ソブリノス」は「孫」を意味します）が店の経営を引き継ぎ、La Casa（ラ･カーサ）という小さな貴金属店として1882年に創業後、創業者ラモン・イ・クエルボをその甥であるアルマンド・リオ・イ・クエルボを含む兄弟達が経営を手伝うことになり、店名を“クエルボとその甥達”という意味である「クエルボ・イ・ソブリノス」に変更。 事業は次第に拡大し世界中にその名を轟かせるほどに飛躍、１９世紀末には当時の著名人ならば一度は訪れるべきであるといわれるほどの店にまで成長。事業成功に貢献し、長年にわたって拡大してから場所を変えた。ハバナでの大成功をきっかけに一族はヨーロッパにおけるビジネスの要所であるパリ、ドイツ、スイスに店舗を進出。そしてスイス製のムーブメントにキューバのデザインをイメージしたケースを採用。その後、ヨーロッパ、宝石が選ばれたドイツ、宝石が作られたフランス、そして会社が独自の製造を設立したスイスに3つのオフィスを開設し、生産を拡大することが決定され本社を設立。  
自社の創作に加えて、同社は世界の時計ブランドを販売し、1940年代の初めに、文字盤内の時計のモデルをカスタマイズすることにより、 ロレックスとパテックフィリップメゾンとのコラボレーションを開始。 
前世紀の前半にブティックは拡大され、場所が変更されました。サン・ラファエル通りでは、当時の最も著名な人物、科学者、作家、政治家、芸術家を含む国際的な顧客が頻繁に訪れました。古い店では、メゾンの顧客の中に、 アルバート・アインシュタイン 、 エンリコ・カルーソ 、 ウィンストン・チャーチル 、 クラーク・ゲーブル 、 パブロ・ネルーダ 、 エレオノラ・デュセらがいた 。 
続いて、 ドイツの プフォルツハイムに3つの支店が開設され、このほかパリのメズレー通りとスイスの中心部、 ラ・ショー＝ド＝フォンにあった 。 
このブランドは、1950年代後半にキューバ島で発生した政治的出来事によりひどく損傷を受け、キューバ革命時にクエルボ一族はキューバを離れ、それとともにクエルボ・イ・ソブリノスブランドは姿を消すこととなった。以降40年間活動していませんでした。  
表舞台から姿を消し、幻となったブランドは1990年代後半に栄華を取り戻す挑戦をはじめ、「Cuervo y Sobrinos」ブランドは、新しいミレニアムの開始時にイタリアの会社に引き継がれました。そして2003年、完全なる復活を果たした。 
2005年に最初のクロノグラフが発表され、2007年にブランドの125周年を記念して新しいモデルの生産を開始 、2009年にハバナブティック博物館がオープン。 同社はまた、優秀な分野で国際的なレベルに達したラテン人格に毎年敬意を表する「ラティーノ国際賞」を設立。 受賞者はミゲル・ボセ 、エウゼビオ・リアル・スペングラー、 ペドロ・アルモドバルら 。